# Al sexto día
Al sexto día es un programa de televisión peruano transmitido por la cadena Panamericana Televisión. El espacio televisivo se caracteriza por emitir reportajes urbanos y de contenido para adultos.
Inicialmente el programa fue conducido por la exmodelo Olenka Zimmermann y posteriormente por la exvedete Mónica Cabrejos. Actualmente es presentado por Laura Spoya.

## Historia
Fue estrenado el 11 de septiembre de 2010 por Panamericana Televisión. El programa, desde su lanzamiento al aire, ha tenido como fondo reportajes hechos a base del día a día de la vida popular peruana. Así como también de festividades, lugares turísticos y de temas poco comentados dentro de la farándula nacional. Desde entonces y por su contenido considerado underground dentro del ámbito chicha, ha adquirido cierta preferencia por parte del público, representando y formando parte de la cultura popular peruana.
Desde el comienzo del programa hasta el año 2019, fue conducido por la modelo y presentadora Olenka Zimmermann durante nueve años.
Sin embargo, una nueva productora que adquirió los derechos del programa hizo una reestructuración del mismo. La reestructuración reemplazó a la anterior conductora intempestivamente por la exvedete y ahora periodista, Mónica Cabrejos.
En diciembre de 2021, el programa anunció la realización de un segmento de telerrealidad denominado Bailando por un sueño navideño. En el cual los reporteros (en esta ocasión Morelia García, Rosario Victorio y Chris Salas) junto con tres personajes de la farándula local (Chatín, el entrenador de las estrellas y culturista la Mackyna, junto con la bailarina drag queen conocida como Nébula) compitieron para atender a una familia de escasos recursos.
En 2023 Cabrejos renunció por diferencias con la producción del programa. Al año siguiente, la producción eligió a la cantante Yahaira Plasencia para presentar el programa. Sin embargo, a mediados de 2024, Plasencia anunció que Laura Spoya será la nueva conductora.

## Conductoras
- Olenka Zimmermann (2010-2019)
- Mónica Cabrejos (2019-2023)
- Yahaira Plasencia (2024)[15]
- Laura Spoya (2024-actualidad)

## Directores
- Alonso Gamarra (2010-2016)
- Eduardo Posadas (2016-2019)
- Renzo Madrid (2019-2020)
- Rosario Victorio (2020-presente)

## Premios y nominaciones

#### Premios Fama
| Año  | Premio                       | Nominación              | Resultados |
| ---- | ---------------------------- | ----------------------- | ---------- |
| 2019 | Premios Fama de La República | Mejor programa sabatino | Nominado   |